# Route neutre
La route neutre relie la commune espagnole de Llívia, enclavée en France, à celle de Puigcerdà, située au bord de la composante connexe principale de l’Espagne. Une partie de son tracé se situe donc en territoire français, à la limite entre les communes de Bourg-Madame et Ur. Sa longueur sur la partie française est de 1,8 km. Elle y croise la « route d’Espagne », axe routier français reliant la vallée de l’Ariège (L'Hospitalet-près-l'Andorre et au nord, Toulouse et Paris), à Bourg-Madame, ville-frontière historique avec l’Espagne.
Du fait de sa situation particulière, elle appartient conjointement aux réseaux routiers de France et d’Espagne. Pour l’Espagne, elle a fait partie de la N-152 jusque dans les années 1990, puis de la N-154. Pour la France, elle a été classée dans le réseau national en tant que N20B, puis N20C, avant d’être déclassée en tant que D68 en 1973 ; depuis 2014, elle est pour partie reclassée dans le réseau national en tant que nationale 20, l’autre partie restant numérotée RD68.

## Histoire

### Traité de Llívia et naissance de la route neutre
L’actuelle route nationale N-154 est à l’origine un chemin royal reliant les villes de Puigcerdà et de Llívia en restant en territoire espagnol.
En 1659, le traité des Pyrénées met fin à la guerre franco-espagnole et entérine une paix entre le royaume de France et le royaume d'Espagne. Son article 42 prévoit la cession de trente-trois villages de Cerdagne à définir par un traité ultérieur. Le  traité de Llívia, signé le 12 novembre 1660 pour l’application de cet article, aboutit au maintien de la ville de Llívia en Espagne, mais fait de celle-ci une enclave au sein du territoire français. Le traité prévoit alors une liberté de passage entre Llívia et la ville de Puigcerdà, dans les termes suivants

« Et parce que pour aller de Livia à Puyserda, ou de Puyserda à Livia ou pour aller d’un des Villages qui sont à sa Majesté Tres-Chrestienne à l’un de ceux qui appartiennent à sa Majesté Catholique, il pourroit arriver qu’il faudroit passer par les limites de Livia ou de Puyserda, ou par les limites de quelques Villages de France. Nous […] declarons, que quelque genre de marchandises ou de denrées qui passeront par lesdites Limites allant par le chemin Royal de Livia à Puyserda ou de Puyserda à Livia, ou allant d’un Village d’Espagne, à un de ceux de France, ne payera aucun droit aux Officiers de France, ni à d’autres Doüaniers ou Fermiers, ou autres Receveurs quelconques, des droits des deux Royaumes ; Declarant en outre que lesdits chemins royaux et passages qu’on pourroit prendre pour aller de Livia à Puyserda, ou de Puyserda à Livia, ou pour aller d’un Village de France à l’un de ceux d’Espagne, seront libres aux sujets de l’un et de l’autre Royaume, sans que lesdits Sujets puissent estre respectivement inquietez dans lesdits passages par les Ministres des deux Royaumes pour quelque cause que ce puisse estre. N’entendant point que cette liberté de passage puisse servir à l’impunité des crimes qu’on pourroit commettre dans lesdits chemins et passages, d’autant que la capture et le chastiment des coupables appartiendra à ceux du Territoire desdits passages où les crimes auront esté commis. »

Le chemin royal de Puigcerdà à Llívia, qui traverse désormais pour partie la France, devient une « route neutre » sur laquelle le passage est libre et affranchi de tout droit de douane ou impôt français. Lors de la modernisation et de la numérotation du réseau routier espagnol, il est intégré à la route N-152 (plan Peña de 1940). Le tronçon Puigcerdà-Llívia est renuméroté N-154 dans les années 1990. L’administration française classe la partie traversant le territoire français dans le réseau routier national en 1933 en tant que RN 20B[réf. nécessaire], puis RN 20C. Elle est ensuite déclassée le 1er mars 1974 comme route départementale 68 des Pyrénées-Orientales en application de la réforme de 1972. Elle apparaît sur les cartes routières de l’IGN sous le nom de « chemin neutre » et sous un figuré particulier.

### Guerre des stops et construction du pont de Llívia
La route croise, à proximité de la commune de Bourg-Madame, l’axe reliant Paris à la frontière espagnole via Toulouse (à l’époque numéroté route nationale française 20), au trafic plus important. Pour des raisons de sécurité routière, l’administration française des routes (à l’époque la direction départementale de l'Équipement des Pyrénées-Orientales) installe à partir de 1971 des panneaux stop, imposant aux automobilistes de la route neutre de marquer l’arrêt au croisement de la RN20. Cette même année, un poste pour la douane française est construit par les services du ministère de l’équipement à ce carrefour. Pendant la « guerre des stops », les panneaux sont régulièrement démontés par les habitants de Llívia, qui voient en ceux-ci une entrave à leur liberté de circulation vers l’Espagne et, ce faisant, une violation du traité de 1660.
Un passage à niveau se trouve par ailleurs au niveau de l’intersection entre la route neutre et la ligne de Cerdagne, immédiatement à l’ouest de la nationale 20. En outre, la route neutre croise un autre axe français nord-sud, la RD30 (Ur – Osséja), au trafic plus mineur, ce qui ne requiert donc pas d’aménagement particulier.
La « guerre des stops » prend fin en 1983 par la création du pont de Llívia, passage surélevé pour la route neutre au-dessus de la RN20 et de la ligne de Cerdagne. Une courte section de la route détournée est renumérotée RD68A et transformée en une bretelle de secours rudimentaire, sans ouvrage destiné à fluidifier le trafic (voie d’insertion ou rond-point) et avec une intersection dangereuse côté route neutre, à l’angle sud-est de l’intersection. La section symétrique, au sud-ouest du croisement, est désaffectée et le passage à niveau avec la ligne de Cerdagne supprimé.

### Ouverture des frontières
Le passage sur la route neutre est, en théorie, destiné aux seules personnes se rendant de Llívia à Puigcerdà ou l’inverse, et se trouvant donc en territoire douanier espagnol, ce qui exclut en théorie le passage de la France à l’Espagne ou de l’Espagne à la France aux intersections avec la N20 (ou, après 1983, par la bretelle D68A) ou avec la D30. En pratique cependant, aucun poste de contrôle n’est établi à ces points de passage, ni aux frontières aux entrées et sorties de Llívia et Puigcerdà[réf. souhaitée]. Au croisement avec la D30, par exemple, côté français, de simples panneaux routiers interdisent de tourner à gauche ou à droite pour se rendre en Espagne. Il est possible cependant de reconnaître la limite administrative par le changement de la qualité de revêtement de la route de part et d'autre, ainsi que la présence des bornes frontières en granit disposées autour de l'enclave. 
La situation se modifie après l’adhésion de l'Espagne à la Communauté économique européenne en 1986 et dans le cadre du mouvement d’ouverture des frontières entre les États de l’Union européenne en construction. En 1995, l’entrée en vigueur de la convention de Schengen libère la circulation de part et d’autre de la frontière, sauf circonstances extraordinaires.
Ce faisant, les passages entre la route neutre et les routes qui l’intersectent (N20 et D30) deviennent de véritables carrefours internationaux, et sont réaménagés à cette fin. En 2001, un carrefour giratoire est installé au croisement avec la D30. Le barreau D68A est quant à lui utilisé comme un véritable demi-échangeur, permettant le passage entre la route neutre (dans les deux sens) et la nationale 20 (sens sud ⟶ nord uniquement), finalité pour laquelle il n’avait pas été conçu. Un projet d’aménagement de carrefours giratoires est donc également prévu dans les années 1990 entre la N20 et la route neutre pour remplacer cette bretelle inadaptée, mais il échoue en raison d’oppositions locales.

### Réaménagement de 2014 et intégration partielle à la RN20
Après une décennie d’opposition, ce projet est déclaré d’utilité publique en 2006, retardé, puis finalement mené à bien en 2014. Jusqu’à cette époque, la RN20, arrivant du nord, traversait le centre-ville de Bourg-Madame puis obliquait vers l’ouest pour rejoindre la frontière espagnole où elle devenait la N-152. Cependant, les 200 derniers mètres de cet itinéraire, traversant un centre-ville étroit, étaient inadaptés à un trafic international : le pont sur la frontière du Riu Rahur et la voirie y menant avaient été interdits aux poids lourds[Quand ?], obligés à utiliser la route neutre pour passer en Espagne, tandis que divers aménagements urbains (sens uniques, chicanes) rendaient cet itinéraire dissuasif. Les véhicules arrivant du nord ne pouvaient cependant pas emprunter le barreau D68A en raison d’une interdiction de tourner à gauche : ils devaient donc réaliser un demi-tour difficile à Bourg-Madame et emprunter la RN20 à rebours jusqu’à l’intersection avec le barreau D68A, pour rejoindre la route neutre et traverser la frontière.
Un nouveau barreau est donc construit entre la RN20 et la N-154 côté nord-est, avec à ses extrémités deux ronds-points (nord sur la RN20 et est sur la N-154) permettant d’effectuer l’ensemble des trajets possibles. À cette occasion, les voies sont renumérotées : la RN20, qui auparavant se prolongeait jusqu’à Bourg-Madame, est détournée pour emprunter le nouveau barreau et la section ouest de la route neutre entre le rond-point est et la frontière espagnole. L’ancienne section de la RN20 entre le rond-point nord et Bourg-Madame reste classé dans le réseau national et intègre la RN116 (Bourg-Madame – Perpignan), tandis que les 200 mètres jusqu’à la frontière espagnole sont déclassés dans le réseau communal. L’ancien barreau RD68A, construit en 1983 et désormais inadapté, est déclassé dans la voirie communale, et la RD68 est limitée à la section entre Llívia et le rond-point est de l’aménagement.
Les travaux, d’un coût de 2,5 M€, sont entièrement financés par l’État français et réalisés par l’entreprise Colas entre juin et décembre 2014, sous la direction des services déconcentrés de l’État compétents (DREAL et DIR). L’ensemble est mis en service en décembre 2014 et inauguré le 15 janvier 2015. Les travaux permettent d’améliorer la desserte de l’hôpital transfrontalier de Cerdagne, également entré en service en 2014.
Impliquant que les véhicules qui effectuent le trajet Puigcerdà–Llívia ou Llívia-Puigcerdà cèdent le passage à des véhicules arrivant de France sur le carrefour giratoire, ce projet suscite à nouveau des contestations des habitants de Llívia liées au respect du traité de 1660 dans les années précédent son aboutissement. En outre, l’ouverture d’un centre commercial international au carrefour des deux axes en 2020 laisse craindre le risque d’une disparition des commerces de proximité llíviencs.